# 포찰리아사비나
포찰리아사비나(이탈리아어: Pozzaglia Sabina)는 이탈리아 라치오주 리에티도에 위치한 코무네다. 로마로부터 북동쪽 50km, 리에티로부터 남동쪽 25km 거리에 있다.